# 니콜라 제스탱
니콜라 제스탱(프랑스어: Nicolas Gestin, 프랑스어 발음: [nikɔla ʒɛstɛ̃] ( 듣기), 2000년 3월 20일~)은 프랑스의 카누 선수이다. 2024년 하계 올림픽 남자 카누 슬라럼 C-1 종목에서 금메달을 획득했으며 세계 선수권 대회에서 금메달 2개를 포함하여 메달 3개를 획득했다.